# In m'n armen
In m'n armen was de tweede single van de Groninger band Is Ook Schitterend! van het album Hemel & Aarde uit 1997.

## Geschiedenis
Is Ook Schitterend! was een popband uit de stad Groningen, opgericht in 1996 door studenten van de studentenvereniging RKSV Albertus Magnus. 
De debuutsingle Voltooid verleden tijd, geproduceerd door de bekende producer Michiel Hoogenboezem, werd een succes en betekende de landelijke doorbraak van Is Ook Schitterend!. De single bereikte de 6e positie in de Nederlandse Top 40 en de 12e positie in de Single Top 100.
Vlak voor het einde van het jaar 1997 kwam de single In m'n armen uit, de tweede single van het in oktober 1997 verschenen album Hemel & aarde.
Deze single deed het een stuk minder dan zijn voorganger en kwam niet verder dan de Tipparade, en in de Single Top 100 niet hoger dan de 73e plek in het voorjaar van 1998.

## Tracklist
Cd-Single (BUCS 1165):
1. In m'n armen (Rozeboom / Van Dongen / J. Marsman) (03:31)
2. Is dit nu de liefde (live) (Rozeboom / J. Marsman) (03:55)
3. Had je niet even kunnen bellen (Live) (M. vd Voorn)

## Muzikanten
- Joost Marsman - Zang
- Marc van der Voorn - Toetsen
- Rubin Geurts - Drums
- Jasper Bos - Basgitaar
- Sander Rozeboom - Gitaar
- Matthijs van Dongen - Gitaar
- Joost Haartsen - Toetsen / Zang

Overig
- Michiel Hoogenboezem - Productie, Opname en Mixer.
- Joost Marsman - Concept Hoes-idee.
- Peter Brandts & Bram de Groot - Assistent Techniek

Opname: Michiel Hoogenboezem Home Studio / De Oosterpoort
Mixage: Wisseloordstudio's

## Hitnoteringen
Nederlandse Single Top 100 
| Positie: | 93 | 90 | 86 | 73 | 77 | 73 | uit |